# 앨리슨 캐머런

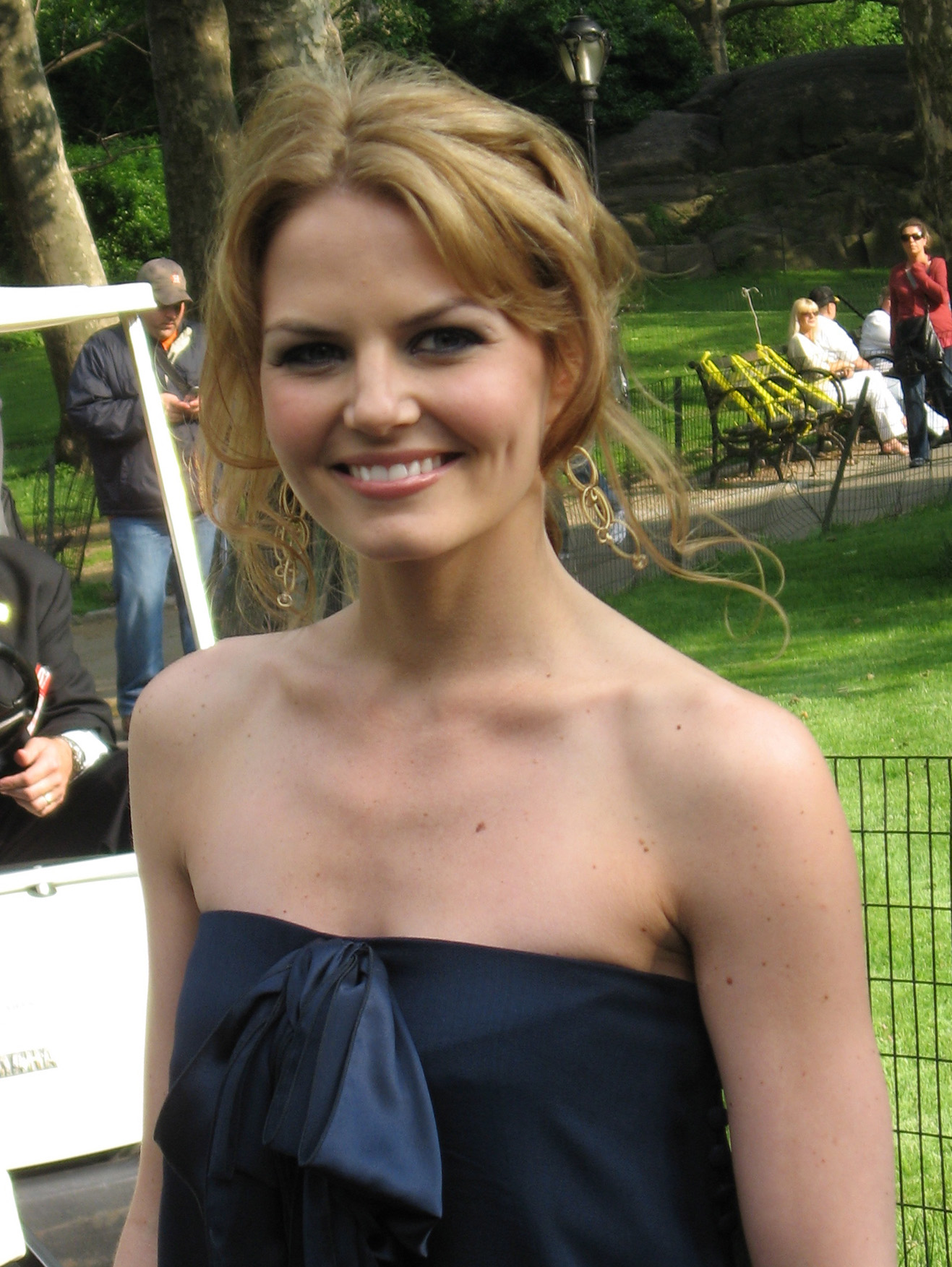

앨리슨 캐머론(Dr. Allison Cameron)은 미국 폭스의 드라마 《하우스》의 등장인물이다. 제니퍼 모리슨이 연기하였다.
전문분야는 면역학이며 첫 번째 시즌에서 세 번째 시즌까지 그레고리 하우스의 팀의 일부이다. 무신론자이다. 한때 극중에서는 하우스를 짝사랑했으나 현재 로버트 체이스와 약혼한 사이이다(시즌 4). 대학시절 사랑에 빠져 젊은 나이에 결혼을 한 적이 있지만 남편이 갑상선암이 뇌로 전이되어 6개월 후에 죽었다. 정이 많고 환자의 입장에서 생각하는 것이 장점이자 단점이다. 동료에게 이용당하기도 하고 성격차이로 하우스와 여러 번 대립하기도 한다. 시즌 3의 마지막 회에서는 사임하고 시즌 3과 시즌 4의 공백기간에 애리조나주로 옮겼으나 시즌 4에 Princeton-Plainsboro Teaching Hospital로 체이스와 함께 돌아왔다.